# Eugène Simonis
Louis-Eugène Simonis (Liegi, 11 luglio 1810 – Koekelberg, 11 luglio 1893) è stato uno scultore belga.

## Biografia
S'impegnò per qualche tempo nella capitale italiana, seguito da Mathieu Kessels e Carlo Finelli; quindi sotto l'influsso culturale del neoclassicismo di Antonio Canova e di Bertel Thorvaldsen. Quando rientrò a casa fu messo in ruolo all'Accamia reale di belle arti di Liegi; poi fu chiamato a Bruxelles, dove divenne anche direttore dell'Accademia reale di belle arti della capitale, e del Museo di Scultura.

## Opere
- Il Monumento equestre di Goffredo di Buglione (Bruxelles);
- Apparato decorativo del frontale del Teatro Reale alla Zecca (Bruxelles);
- Statua di Leopoldo I (Mons).